# Drachenköpfe (Pflanzen)
Die Drachenköpfe (Dracocephalum) sind eine Pflanzengattung in der Familie der Lippenblütler (Lamiaceae). Die etwa 70 Arten kommen hauptsächlich in Asien vor.

## Beschreibung

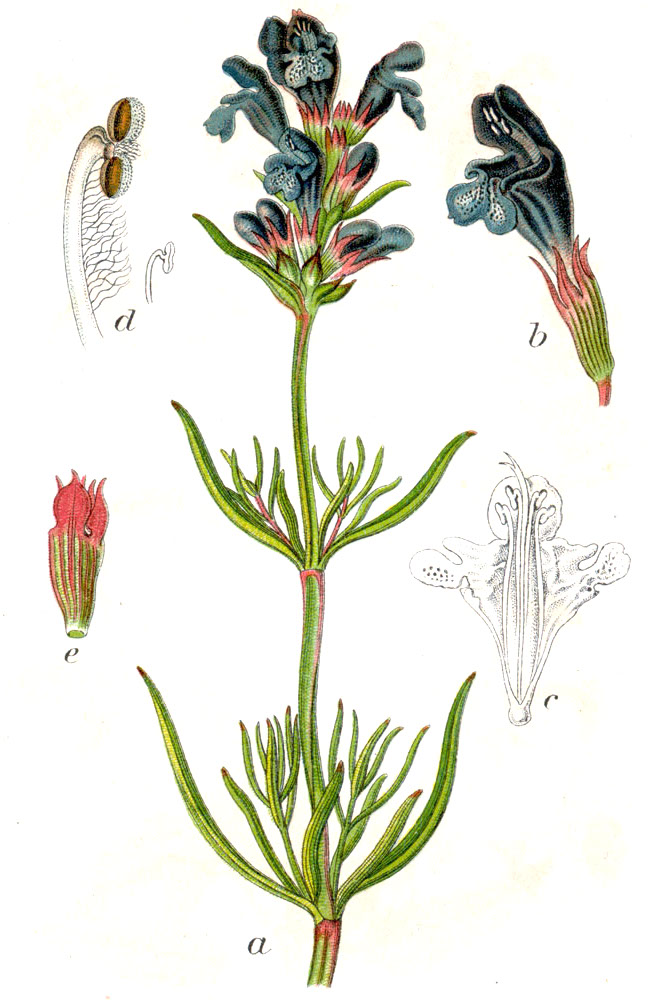
Illustration aus Sturm des Nordischen Drachenkopf (Dracocephalum ruyschiana)

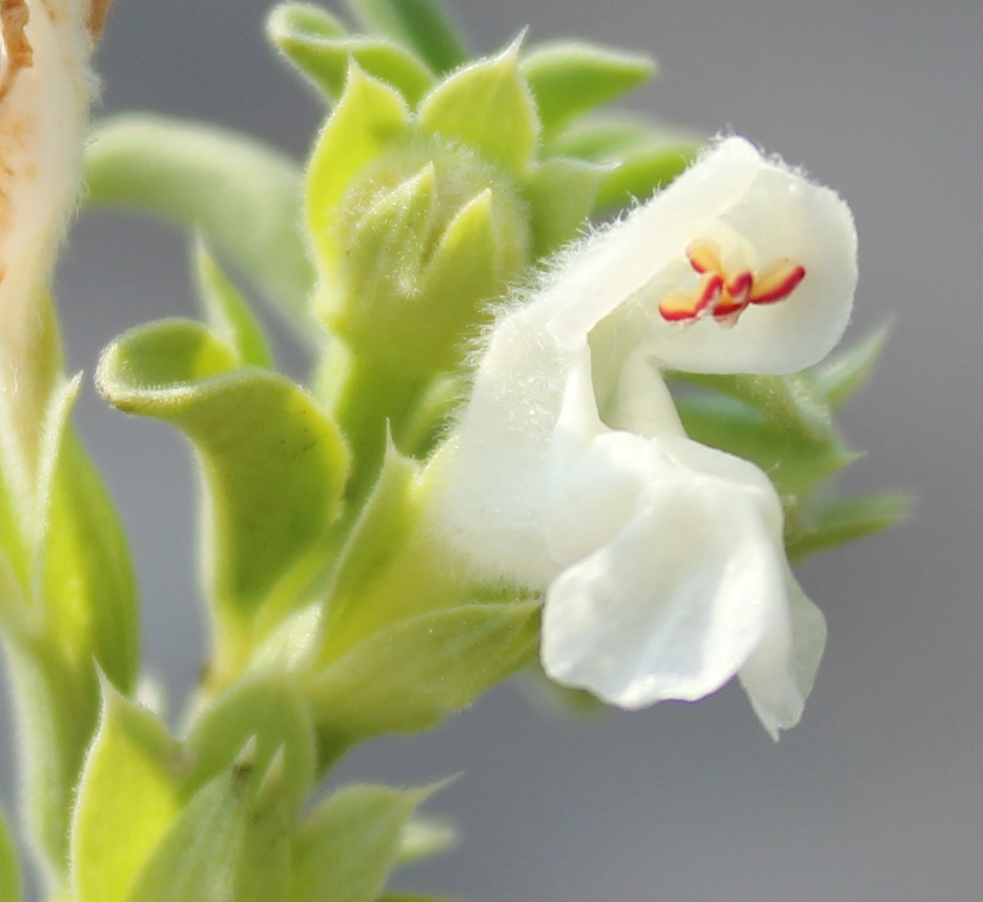
Zygomorphe Blüte im Detail des Marokkanischen Drachenkopf (Dracocephalum renati)

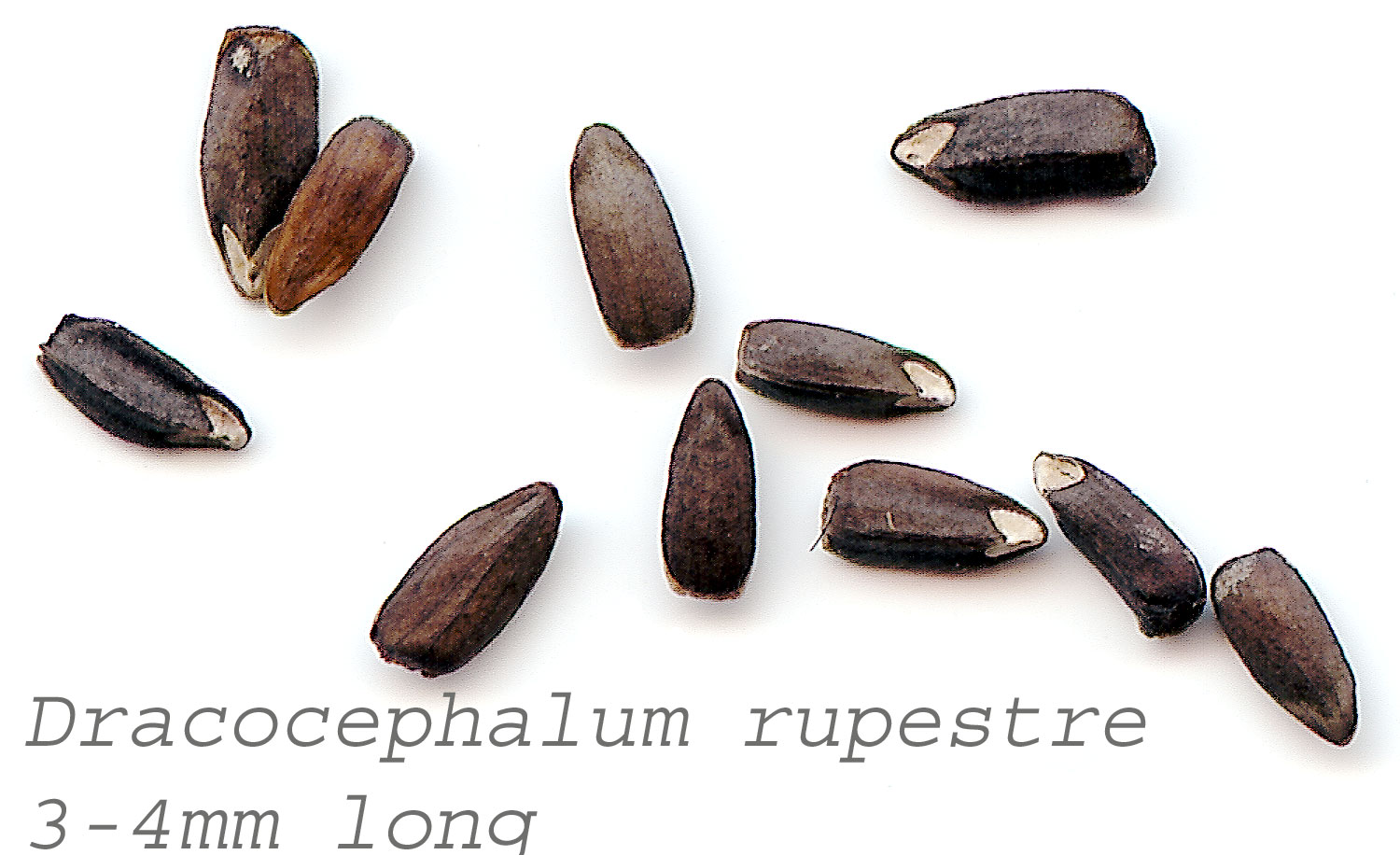
Klausen des Felsen-Drachenkopf (Dracocephalum rupestre)

### Vegetative Merkmale
Drachenkopf-Arten sind meist ausdauernde, seltener einjährige krautige Pflanzen. Der Stängel ist aufrecht oder niederliegend.
Die gegenständig angeordneten Laubblätter sind an der Stängelbasis lang gestielt, weiter oben sind sie gestielt oder sitzend. Die Blattspreiten sind einfach bis fiederschnittig und gekerbt bis ganzrandig.

### Generative Merkmale
Die Scheinquirle sind in dichten köpfchenförmigen oder ährigen Blütenständen angeordnet, oder liegen weiter auseinander. Die Tragblätter sind meist scharf gesägt oder stachelig und nur selten ganzrandig.
Die zwittrigen Blüten sind zygomorph und fünfzählig mit doppelter Blütenhülle. Die fünf Kelchblätter sind röhrig oder glockig-röhrig verwachsen. Die Kelchröhre ist stark oder leicht gebogen. Der Kelch besitzt 15 Nerven und ist zweilippig. Die fünf Kelchzähne sind fast gleich, manchmal ist der mittlere Zahn der oberen Kelchlippe breiter als die benachbarten Zähne. Die Kante der Einschnitte zwischen den Kelchzähnen ist verdickt. Die blau-lila, rosafarbene, violette oder seltener weiße Krone ist zweilippig. Die fünf Kronblätter sind verwachsen. An der Basis ist die Kronröhre verengt und am Schlund geweitet. Die Oberlippe ist stark oder leicht gebogen. Die Unterlippe ist dreilappig, wobei der mittlere Lappen der größte ist. Es sind vier Staubblätter vorhanden, von denen die beiden hinteren länger als die beiden vorderen sind. Die Staubbeutel sind kahl oder selten behaart. Die Spitze der Griffel ist gleichmäßig zweigeteilt.
Die vier Klausen sind länglich, glatt und manchmal klebrig.

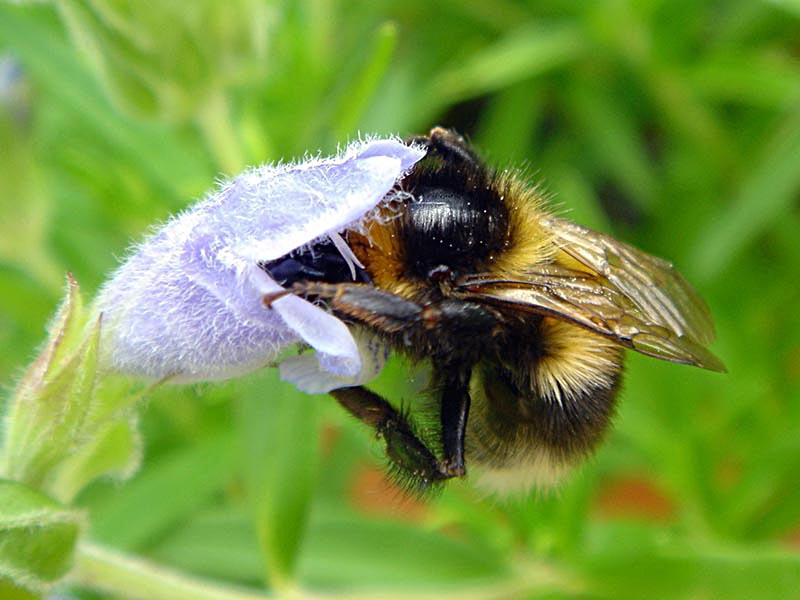
Blütenbesuch beim Argun-Drachenkopf (Dracocephalum argunense)

## Systematik und Verbreitung
Die Erstveröffentlichung der  Gattung Dracocephalum erfolgte 1753 durch Carl von Linné in Species Plantarum, Band 2, Seite 594–596. Typusart ist Dracocephalum moldavica L. Synonyme für Dracocephalum L. sind  Cephaloma Neck., nom. inval., Dracontocephalium Hassk., Fedtschenkiella Kudr., Moldavica Fabr., Ruyschia Fabr. nom. superfl. und Ruyschiana Mill.
Die Gattung Dracocephalum gehört zur Untertribus Nepetinae aus der Tribus Mentheae in der Unterfamilie Nepetoideae innerhalb der Familie der Lippenblütler (Lamiaceae). Nah verwandt ist die Gattung Nepeta L.
Die Gattung  Dracocephalum kommt hauptsächlich in alpinen und semiariden Gebieten des gemäßigten Asien vor; daneben sind einige Arten auch in Europa und je eine in Nordamerika und Nordafrika heimisch. In China gibt es etwa 35 Arten.
| - Dracocephalum adylovii I.I.Malzev: Sie kommt in Tadschikistan vor. - Dracocephalum aitchisonii Rech. f.: Die Heimat ist das östliche Afghanistan und möglicherweise Pakistan. - Argun-Drachenkopf (Dracocephalum argunense Fisch. ex Link): Das Verbreitungsgebiet erstreckt sich vom südlichen Sibirien über Russlands Fernen Osten, das nördliche und zentrale China (Hebei, Heilongjiang, Jilin, Liaoning, Innere Mongolei) bis auf die Koreanische Halbinsel und Japan. - Dracocephalum aucheri Boiss. (Syn.: Dracocephalum botryoides Boiss. & Buhse, Nepeta lagopsioides Parsa, Teucrium palmatum Nábělek, nom. illeg.): Die Heimat liegt in der südöstlichen Türkei und im Iran. - Österreichischer Drachenkopf (Dracocephalum austriacum L.): Er ist im warmgemäßigten Europa in den Pyrenäen und den Alpen bis zur westlichen Ukraine sowie im Kaukasusraum und der nordöstlichen Türkei verbreitet. - Dracocephalum bipinnatum Rupr. (Syn. Dracocephalum bipinnatum var. biflorum C.Y.Wu, Dracocephalum bipinnatum var. brevilobum C.Y.Wu & W.T.Wang, Dracocephalum ruprechtianum Regel, Dracocephalum ruprechtii Regel): Sie ist von Pakistan, Afghanistan und dem westlichen Himalaya über Zentralasien bis zu den autonomen Gebieten Xinjiang sowie Tibet verbreitet. - Kaukasischer Drachenkopf (Dracocephalum botryoides Steven, Syn.: Nepeta pinnatifida Fisch.): Er ist im Kaukasusraum beheimatet. - Dracocephalum breviflorum Turill: Sie gedeiht nur auf alpinen Matten in Höhenlagen von etwa 4000 Metern in Tibet. - Bauchiger Drachenkopf (Dracocephalum bullatum Forrest ex Diels): Er gedeiht nur auf Schwemmkegeln im Kalkgebirge in Höhenlagen von 3000 bis 4500 Metern in der chinesischen Provinz Yunnan. - Dracocephalum butkovii Krassovsk.: Die Heimat ist das zentralasiatische Usbekistan. - Dracocephalum calophyllum Hand.-Mazz. (Syn. Dracocephalum forrestii var. calophyllum (Hand.-Mazz.) Kudô): Sie gedeiht an Grashängen zusammen mit Artemisia spec. in Höhenlagen von 3100 bis 3200 Metern in den chinesischen Provinzen Sichuan und Yunnan. - Dracocephalum charkeviczii Prob.: Die Heimat liegt in der Region Primorje in Russlands Fernen Osten. - Dracocephalum discolor Bunge (Syn.: Dracocephalum origanoides Ledeb.): Die Heimat sind die russischen Republiken Altai und Tuwa im südwestlichen Sibirien sowie die Mongolei. - Dracocephalum diversifolium Rupr.: Die Heimat ist Kirgisistan und Tadschikistan in Zentralasien. - Dracocephalum ferganicum Lazkov: Die Heimat ist das zentralasiatische Kirgisistan. - Dracocephalum foetidum Bunge (Syn.: Dracocephalum moldavicum var. foetidum (Bunge) Palib.): Sie ist im südöstlichen Sibirien verbreitet. - Dracocephalum formosum Gontsch.: Die Heimat ist das zentralasiatische Tadschikistan. - Forrest-Drachenkopf (Dracocephalum forrestii W.W.Sm.): Er gedeiht im felsigen, subalpinen Dickicht und Wiesen in Höhenlagen von 2300 bis 3500 Metern in der Provinz Yunnan. - Dracocephalum fragile Turcz. ex Benth., (Syn.: Ruyschiana fragilis (Turcz. ex Benth.) House): Es gibt zwei Unterarten: - Dracocephalum fragile subsp. crenatum Vodop.: Sie kommt in Sibirien vor. - Dracocephalum fragile Turcz. ex Benth. subsp. fragile: Sie kommt von Sibirien bis zur Mongolei vor. - Dracocephalum fruticulosum Stephan: Sie ist vom südwestlichen Sibirien über die Mongolei bis zu den nördlichen chinesischen Autonomen Gebieten Innere Mongolei sowie Ningxia nur in der Wüste des Holan Shan verbreitet. - Dracocephalum ghahremanii Jamzad: Sie wurde 2012 aus dem Iran erstbeschrieben. - Großblütiger Drachenkopf (Dracocephalum grandiflorum L.): Er ist im südlichen Sibirien, in Zentralasien (Kasachstan, Kirgisistan, Tadschikistan), im chinesischen autonomen Gebiet Xinjiang und in der Mongolei verbreitet. - Dracocephalum heterophyllum Benth. (Syn. Dracocephalum acanthoides Edgew. ex Benth., Dracocephalum kaschgaricum Rupr., Dracocephalum pamiricum Briqu., Ruyschiana heterophylla (Benth.) House): Es gibt seit 1987 zwei Unterarten: - Dracocephalum heterophyllum Benth. subsp. heterophyllum: Sie ist vom nordöstlichen Afghanistan über die Himalayaregion und Zentralasien (Kirgisistan, Tadschikistan), Tibet, Innere Mongolei bis zu den chinesischen Provinzen Gansu, Ningxia, Qinghai, Shanxi sowie Sichuan verbreitet. - Dracocephalum heterophyllum subsp. ovalifolium A.L.Budantsev: Sie wurde 1987 erstbeschrieben. Sie kommt im südlichen Sibirien in der Mongolei und in der chinesischen Provinz Shanxi vor. - Dracocephalum hoboksarensis G.J.Liu: Dieser Endemit gedeiht an steinigen Berghängen in Höhenlagen von etwa 1200 Metern nur im mongolischen autonomen Kreis Hoboksar im chinesischen autonomen Gebiet Xinjiang. - Dracocephalum hookeri C.B.Clarke: Sie gedeiht an Hängen in Höhenlagen von etwa 4500 Metern in Tibet. Sie gilt oft als Synonym von Dracocephalum tanguticum var. tanguticum. - Dracocephalum imberbe Bunge. (Syn.: Dracocephalum albertii Regel, Dracocephalum altaiense Hiltebr., nom. illeg., Dracocephalum altajense L., nom. illeg., Dracocephalum crenatifolium Franch., Dracocephalum laniflorum Rupr., Ruyschiana imberbis (Bunge) House): Sie ist in Zentralasien (Kasachstan, Kirgisistan, Tadschikistan, Turkmenistan), Russland und Xinjiang verbreitet. - Dracocephalum imbricatum C.Y.Wu & W.T.Wang: Dieser Endemit gedeiht an alpinen Hängen in Höhenlagen von etwa 4000 Metern nur im Zhongdian Xian in der chinesischen Provinz Yunnan. - Dracocephalum integrifolium Bunge (Syn.: Ruyschiana integrifolia (Bunge) House): Sie ist in Zentralasien (Kasachstan, Kirgisistan), Russland und Xinjiang verbreitet. - Isabell-Drachenkopf (Dracocephalum isabellae Forrest): Dieser Endemit gedeiht an felsigen Wiesen zwischen Wäldern in Höhenlagen von 3000 bis 4000 Metern nur im Zhongdian Xian in der chinesischen Provinz Yunnan. - Dracocephalum jacutense Peschkova: Sie kommt nur in der russischen Republik Sacha in Sibirien vor. - Dracocephalum junatovii A.L.Budantsev: Die Heimat ist die Mongolei. - Dracocephalum kafiristanicum Bornm. (Syn.: Fedtschenkiella kafiristanica (Bornm.) Kudr.): Dieser Endemit kommt nur im östlichen Afghanistan vor. - Dracocephalum komarovii Lipsky: Die Heimat liegt mit Kirgisistan und Tadschikistan in Zentralasien. - Dracocephalum kotschyi Boiss. (Syn.: Dracocephalum oligadenium Bornm. & Gauba): Die Heimat ist der Iran. - Dracocephalum krylovii Lipsky: Die Heimat liegt im westlichen Sibirien. - Dracocephalum lindbergii Rech.f.: Die Heimat ist das nordöstliche Afghanistan. - Dracocephalum longipedicellatum Muschl.: Die Heimat ist Thailand. - Dracocephalum microflorum C.Y.Wu & W.T.Wang: Dieser Endemit gedeiht auf alpinen Matten in Höhenlagen von etwa 4800 Metern nur im Muli Xian in der chinesischen Provinz Sichuan. - Türkischer Drachenkopf (Dracocephalum moldavica L.): Sein weites Verbreitungsgebiet reicht von Europa über Zentralasien und Russland bis in den Großteil der nördlichen Hälfte Chinas. - Dracocephalum multicaule Montbret & Aucher ex Benth. (Syn.: Dracocephalum setigerum Boiss. & A.Huet, Dracocephalum multicaule var. setigerum (Boiss. & A. Huet) J.R.Edm., Stachys odoratissima Nábelek): Die Heimat ist die östliche Türkei und der Iran sowie die Kaukasusregion. - Dracocephalum multicolor Kom.: Sie kommt nur in der Region Primorje in Russlands Fernem Osten vor. - Dracocephalum nodulosum Rupr.: Die Heimat liegt in den zentralasiatischen Staaten Kasachstan, Kirgisistan und Tadschikistan sowie im chinesischen autonomen Gebiet Xinjiang. - Dracocephalum nuratavicum Adylov: Die Heimat ist Usbekistan in Zentralasien. - Dracocephalum nuristanicum Rech.f. & Edelb.: Die Heimat ist das östliche Afghanistan und das westliche Pakistan. - Dracocephalum nutans L.: Sie ist in Europa, Zentralasien, im nördlichen China, Russland, Pakistan und Indien weitverbreitet. - Dracocephalum oblongifolium Regel: Die Heimat ist Kirgisistan und Tadschikistan in Zentralasien. - Dracocephalum olchonense Peschkova: Die Heimat ist die Oblast Irkutsk im südlichen Sibirien. - Dracocephalum origanoides Stephan (Syn.: Ruyschiana origanoides (Steph. ex Willd.) House): Es gibt zwei Unterarten: - Dracocephalum origanoides subsp. bungeanum (Schischk. & Serg.) A.L.Budantsev (Syn.: Dracocephalum bungeanum Schischk. & Serg.): Sie kommt im Altai und in der Mongolei vor. - Dracocephalum origanoides Stephan subsp. origanoides (Syn.: Dracocephalum pinnatum var. songaricum Lipsky): Sie ist in Zentralasien, im nordwestlichen China, südwestlichen Sibirien und in der Mongolei weitverbreitet. - Dracocephalum palmatoides C.Y.Wu & W.T.Wang: Die Heimat ist das autonome Gebiet Xinjiang im nordwestlichen China. - Dracocephalum palmatum Steph. ex Willd. (Syn.: Dracocephalum schelechowii Turcz. ex Ledeb., Ruyschiana palmata (Steph. ex Willd.) House): Die Heimat reicht von Sacha im östlichen Sibirien über die Region Chabarowsk und die Oblast Magadan im Russischen Fernen Osten. - Dracocephalum parviflorum Nutt. (Syn.: Moldavica parviflora (Nutt.) Britton, Ruyschiana parviflora (Nutt.) House): Sie ist in Nordamerika weitverbreitet. - Dracocephalum paulsenii Briq.: Sie ist in Pakistan, in Zentralasien und im nordwestlichen China verbreitet. - Fremdartiger Drachenkopf (Dracocephalum peregrinum L.): Er kommt im südwestlichen Sibirien, Kasachstan, der Mongolei und im autonomen Gebiet Xinjiang im nordwestlichen China vor. - Dracocephalum pinnatum L. (Syn.: Dracocephalum pinnatifidum Lam., Ruyschiana pinnata (L.) House): Die Heimat ist das südliche Sibirien und die Mongolei. - Dracocephalum polychaetum Bornm.: Die Heimat ist der südliche Iran. - Dracocephalum popovii T.V.Egorova & Sipliv.: Die Heimat ist die Oblast Irkutsk und die Republik Sacha im östlichen Sibirien. - Dracocephalum propinquum W.W.Sm.: Sie kommt in den chinesischen Provinzen Sichuan und Yunnan vor. - Dracocephalum psammophilum C.Y.Wu & W.T.Wang: Die Heimat ist das nördlichzentrale chinesische Autonome Gebiet Ningxia. - Dracocephalum purdomii W.W.Sm.: Sie kommt in den chinesischen Provinzen Gansu und Sichuan vor. - Marokkanischer Drachenkopf (Dracocephalum renati Emb.): Die Heimat ist Marokko. - Dracocephalum rigidulum Hand.-Mazz.: Die Heimat ist das chinesische Autonome Gebiet Innere Mongolei. - Felsen-Drachenkopf (Dracocephalum rupestre Hance): Sie gedeiht in Höhenlagen von 700 bis 3100 Metern in der Innere Mongolei und in den chinesischen Provinzen Hebei, Liaoning, Qinghai sowie Shanxi. - Nordischer Drachenkopf (Dracocephalum ruyschiana L.): Er ist in Europa, Zentralasien, Russland, der Mongolei und nördlichen Teilen Chinas weitverbreitet. - Dracocephalum schischkinii Strizhova: Die Heimat ist Tadschikistan in Zentralasien. - Dracocephalum scrobiculatum Regel: Die Heimat sind die zentralasiatischen Staaten Kirgisistan und Tadschikistan. - Dracocephalum spinulosum Popov: Die Heimat ist das östliche Usbekistan in Zentralasien. - Dracocephalum stamineum Kar. & Kir. (Syn.: Dracocephalum pulchellum Briquet, Fedtschenkiella staminea (Kar. & Kir.) Kudr.): Das Verbreitungsgebiet ist das westliche China, Zentralasien, Pakistan und Indien. - Dracocephalum stellerianum Hiltebr. (Syn.: Dracocephalum chamaedrifolium Turcz., Dracocephalum hypopolium (Kharkev.) Prob.): Die Heimat ist die russische Republik Sacha, die Region Chabarowsk im östlichen Sibirien und die Region Primorje in Russlands Fernem Osten. - Dracocephalum subcapitatum (Kuntze) Lipsky: Die Heimat ist Iran und Turkmenistan im westlichen bis zentralen Asien. - Dracocephalum surmandinum Rech.f.: Dieser Endemit kommt nur im westlichen Iran vor. - Dracocephalum taliense Forrest: Die Heimat ist die südliche-zentrale chinesische Provinz Yunnan. - Dracocephalum tanguticum Maxim.: Es gibt drei Varietäten: - Dracocephalum tanguticum var. cinereum Hand.-Mazz.: Dieser Endemit kommt nur im Dawu Xian in Sichuan vor. - Dracocephalum tanguticum var. nanum C.Y.Wu & W.T.Wang: Sie kommt nur in Tibet vor. - Dracocephalum tanguticum Maxim. var. tanguticum (Syn.: Dracocephalum hookeri C.B.Clarke ex Hook. f.): Das Verbreitungsgebiet erstreckt sich von der westlichen und zentralen Himalayaregion bis nach China. - Thymianblütiger Drachenkopf (Dracocephalum thymiflorum L., Syn.: Dracocephalum thymifolium Houtt.): Das ursprüngliche Verbreitungsgebiet erstreckt sich in Europa von den baltischen Staaten und dem nördlichen Russland südwärts bis ins nordöstlichen Bulgarien, in die Ukraine und in die Kaukasusregion. - Dracocephalum truncatum Y.Z.Sun ex C.Y.Wu: Sie kommt in der chinesischen Provinz Gansu vor. - Dracocephalum velutinum C.Y.Wu & W.T.Wang: Es gibt zwei Varietäten: - Dracocephalum velutinum var. intermedium C.Y.Wu & W.T.Wang: Sie kommt in der chinesischen Provinz Yunnan vor. - Dracocephalum velutinum C.Y.Wu & W.T.Wang var. velutinum: Sie kommt in der chinesischen Provinz Yunnan vor. - Dracocephalum wallichii Sealy (Syn.: Dracocephalum calanthum C.Y.Wu, Dracocephalum speciosum Wall. ex Benth., Ruyschiana wallichii House): Es gibt drei Varietäten: - Dracocephalum wallichii var. platyanthum C.Y.Wu & W.T.Wang: Sie kommt nur in Tibet vor. - Dracocephalum wallichii var. proliferum C.Y.Wu & W.T.Wang: Sie kommt nur in Sichuan vor. - Dracocephalum wallichii Sealy var. wallichii: Sie kommt von der westlichen Himalayaregion bis Tibet vor. - Dracocephalum wendelboi Hedge: Die Heimat ist Afghanistan. |

## Nutzung
Einige Arten der Drachenkopf-Arten werden als Zierpflanzen genutzt.